# Río Mataje
Río Mataje (pol. Rzeka Mataje) – rzeka w Ameryce Południowej. Biegnie przez departament Nariño (Kolumbia) i prowincję Esmeraldas (Ekwador). Około połową swojej długości wyznacza część granicy Kolumbii i Ekwadoru. Uchodzi do niej wiele rzek, w tym m.in. Río Pañambí. Rzeka wpływa do zatoki Ancón de Sardina (Ocean Spokojny), gdzie zaczyna się morska granica między Kolumbią a Ekwadorem. Zlewnia Río Mataje wynosi 684 km².